# سيارا (مغنية)
سيارا برنسيس هاريس (ولدت في 25 أكتوبر 1985)،  والتي تؤدى تحت اسم سيارا تلفظ /siˈærə/،  وهي عازفة اميركية، ومنتجة، وراقصة، وعارضة أزياء، وممثلة. ولدت في أوستن، تكساس،وتزوجت وانجبت طفلها الأول في عام2012ظهرت سيارا لأول مرة في صيف عام 2004 مع أغنية اللوحة رقم واحد جووديز أى الأشياء الحلوة. وقد صدر ألبوم اجووديز في الولايات المتحدة في 28 سبتمبر 2004، وفي المملكة المتحدة في 24 يناير 2005. أنتجت اثنين من أغنيات المراكز الثلاثة الأولى في لوحة هوت 100، وباعت ثلاثة ملايين في الولايات المتحدة، وأكثر من خمسة ملايين في جميع أنحاء العالم.وفي عام 2015 اطلقت سيارا أغنية منفرده تدعى ibet والبومها الرابع jackie 

## روابط خارجية
- سيارا على موقع IMDb (الإنجليزية)
- سيارا على موقع ألو سيني (الفرنسية)
- سيارا على موقع ميوزك برينز (الإنجليزية)
- سيارا على موقع رولينغ ستون (الإنجليزية)
- سيارا على موقع أول موفي (الإنجليزية)
- سيارا على موقع إن إن دي بي (الإنجليزية)
- سيارا على موقع أول ميوزيك (الإنجليزية)
- سيارا على موقع أول ميوزيك (الإنجليزية)
- سيارا على موقع ديسكوغز (الإنجليزية)
- سيارا على موقع ديسكوغز (الإنجليزية)